# Abbaye d'Entremont
L'abbaye d'Entremont, dite parfois d'Entremont-en-Genevois, placée sous le vocable de Sainte-Marie (Sanctu Maria inter montes) est une ancienne abbaye de chanoines réguliers fondée en 1154, située sur le territoire communal de Glières-Val-de-Borne dans le département actuel de la Haute-Savoie et la région Auvergne-Rhône-Alpes.

## Géographie
L'abbaye du village d'Entremont est installée sur un la rive gauche de la vallée du Borne, le long du CD 12 qui mène de Saint-Pierre-en-Faucigny à Saint-Jean-de-Sixt. L'édifice se trouve à proximité de la frontière du Faucigny avec le comté de Genève. En effet, le torrent du Borne servait de limite entre les deux fiefs. Le territoire comprenait les vallées du Bornant.

## Historique

### Fondation de l'abbaye
Des chanoines, originaires de l'abbaye d'Abondance dans la province du Chablais, s'installent dans le vallon déjà habité vers 1115 et établissent un prieuré. Burcard devient le prieur du monastère. Celui-ci serait issu de la famille des comtes de Genève. Les religieux obtiennent une « donation étendue depuis le « détroit des Antérieux » jusqu'au « Pas de l'Échelle », correspondant à la paroisse d'Entremont, de la part d'une famille seigneuriale locale, peut-être les Pontverre,. Cette donation est confirmée plus tard par le comte Amédée Ier de Genève, suzerain des lieux, en présence de l'archevêque de Tarentaise, Pierre II de Tarentaise.
Girold, premier abbé, impose une stricte vie monastique respectant la règle de saint Augustin. Les constitutions d'Abondance furent écrites vers 1130 par le bienheureux Ponce de Faucigny, premier abbé de Sixt. Cet exemple de vie monastique attire les largesses des comtes de Genève et divers seigneurs des environs. L'abbaye possède bientôt, outre les bois, les eaux et les montagnes de la vallée (La Forclaz, Mayse, Lessy, Les Auges), des terres à Cenise (Le Petit-Bornand), à La Roche-sur-Foron, au Grand-Bornand, à Pers, Amancy, Groisy, Saint-Laurent, Thônes. Vinrent s'ajouter les moulins de Cran, vers Annecy des vignobles sur la côte d'Arve-en-Faucigny, Saint-Sigismond et à l'Hôpital-sous-Conflans (actuelle Albertville). Les feudataires chargés de défendre ces possessions devinrent nombreux, puissants et redoutés. Six églises sujettes devaient à l'abbaye diverses prestations et rentes : Amancy, Menthonnex-sous-Clermont, Mésigny, Pers, Poisy et Rumilly-sous-Cornillon. Néanmoins l'abbaye devait s’acquitter des subsides et taxes dus au comte de Savoie, à l'évêque et à la chambre apostolique.
L'obtention de dons conséquents permet par ailleurs au prieuré de demander à l'abbaye d'Abondance son autonomie et son érection en abbaye. La demande reçoit un avis favorable de Burcard, qui entre-temps est devenu abbé d'Abondance, et l'abbaye d'Entremont est érigée selon la charte du 12 février 1154,. Douze chanoines y résident alors. L'abbé d'Entremont obtient le troisième rang après celui d'Abondance et de Sixt. Une bulle pontificale d'Alexandre III indique prendre sous sa protection l'abbaye et ses dépendances 1160.
L'abbé Girold jouissait d'une haute considération, il fut mandé en 1161 pour assister à la signature d'une « charte de charité » entre les couvents de Sixt et d'Abondance, inspirée par l'archevêque Pierre II de Tarentaise, ancien abbé de Tamié. Ses qualités lui valurent, en 1180, d'être nommé au siège abbatial de la maison mère d'Abondance. Son successeur, Jacques (1184-1188) bénéficia de la même considération puisqu'il participa au règlement d'un litige entre Guillaume Ier de Genève et l'évêque Arducius de Faucigny. Entre 1175 et 1250, les chanoines organisent un hôpital aussi bien laïc que religieux qui est institué à la « louange de Dieu » afin d'accueillir les indigents, les pauvres et les malades. L’accès à l'hôpital n'était pas réservé aux seuls villageois ; les chanoines subvenaient aussi aux besoins des voyageurs. Les soins reposaient essentiellement sur la prière et sur les plantes dont on connaissait les vertus thérapeutiques. Ces plantes étaient soit cueillies en montagne, soit cultivées dans les jardins de l'abbaye.
En 1225, le comte Guillaume II de Genève érige l’abbaye en seigneurie, ainsi son abbé porte désormais le titre de seigneur d’Entremont,. La superficie des possessions de l'abbaye est alors de 1835 hectares. L'abbaye reçoit en patronage les paroisses d'Amancy, de Pers, de Poisy, Menthonay-sous-Clermont, de Mésigny ainsi que de Saint-Pierre-de-Cornillon. Elle possède par ailleurs des terres du côté de La Roche-sur-Foron, de Grand-Bornand ou encore de Boëge, ainsi que des moulins à Cran, mais aussi des vignes du côté de Saint-Sigismond et de L'Hôpital-sous-Conflans. Dès son édification, l’église de l’abbaye assura le service paroissial comme en témoigne la visite pastorale de 1445 :  « Et propter hec (visitador) visitationi abbatie supersedit, et solum de pressenti ad visitionem ecclesie parrochialis que in ipso monasterio extradur […] . »

### Influence sur la vallée du Borne
Dès sa création l’abbaye d’Entremont initie des défrichements et déboisements avec ses alliés et ses vassaux. Les « seigneurs des Clets » y participent par l’attribution de terres à la congrégation. La congrégation développe et administre un territoire pour assurer sa propre existence matérielle, mais contribue également à la grandeur morale et sociale tout autant qu’au salut de ses bienfaiteurs laïcs.
L’abbaye est essentielle pour l’essor d’une population nouvelle et son économie de vie. Le travail de défrichement spontané des populations a été moins rationnel que l’action des religieux de l’abbaye et de leurs hommes. On leur doit le développement du Bois-Berchet, de l’adret de la vallée du Bouchet : le Nant-Robert, les Poches, la Vandanche et les Plans. En ce qui concerne les fonds de vallée, on leur doit Lormay et les Troncs. La vallée du Chinaillon fut aménagée vers les Faux, la Combe des Mouilles et le hameau du Chinaillon. Plus haut sur le Maroly l’abbaye se trouva face aux limites du monastère de La Chartreuse du Reposoir.
Le système féodal distingue alors des droits sur les terres serviles mais les pieux chanoines et autres seigneurs avaient des intérêts sur les « hommes », parfois même en dehors de leur zone ou fief. D’où un mélange inextricable, la vallée du Bouchet (Le Grand-Bornand) dépendait à la fois des féodaux, du comte de Genève, de la Chartreuse du Reposoir et de l’abbaye. Vers 1160, les scribes de l’abbaye faisaient étendre le pays de « Bornan » sur l’ensemble de la vallée du Borne sans distinction. Vers 1260, la différenciation se fera entre le bassin inférieur dit « le Petit », s’étendant du défilé des « Evaux » jusqu’à l’entrée de celui des « Etroits », le bassin supérieur deviendra « le Grand ». On a en effet trouvé dans les inventaires une donation de 15 sols, en 1266, à un certain Pierre, prêtre de "Maggior Bornando".

#### L’étendue des terres
Plus de 30 actes notariés signés sous l’auspice des abbés d’Entremont entre 1220 et 1450 attestent de la présence de l’abbaye dans « la haute vallée du Borne », notamment un acte de 1266 établi entre les chanoines d’Entremont et un habitant de « La Mulaterie » (Grand-Bornand) ayant pour témoin Hubert des Clets, seigneur de la région. Les religieux possédaient des biens et des hommes liges au « Nant Robert ». L’axe de pénétration principal dans le territoire vers les vallées du Bouchet et du Chinaillon se faisait par la vallée du Borne via le col de « La Forclaz ». En 1347, l’abbé d’Entremont et le « seigneur des Clets » en présence du procureur de « La Forclaz » signent un accord qui fixe les limites du lieu et indique que les hommes y sont taillables et justiciables devant l’abbaye. Les pouvoirs de justice entre deux parties sont tellement imbriqués qu’advenaient de nombreux conflits, mais en 1386, Albert des Clets finit par reconnaître la complète compétence de justice à l’abbaye. Cette prérogative appartenait aux nobles des Clets depuis le 15 avril 1334 et leur venait du Comte du Genevois.

#### Bouleversement démographique
Vers 1361, la peste noire arrive dans la vallée du Borne, une autre épidémie en 1418 fait environ 240 victimes. Le chanoine François Pochat-Baron (1860-1951), auteur d'une Histoire des paroisses de la vallée de Thônes, indique un retour de l’épidémie en 1571. En 1380, il ne reste sur le territoire de Maggior Bornando que 40 feux soit 240 âmes, en 1411, 80 feux sont recensés, en 1442 (année des comptes de subsides), on relève 104 feux soit environ 624 personnes, en 1481, on compte 140 feux soit 820 personnes, en 1561, dans la « gabelle su sel », on relève 1392 âmes au Grand-Bornand. Le système féodal tenait à maintenir ses revenus, ce fut le moteur du repeuplement. Le comte de Genève impose à ses féodaux de faire venir des serfs de leurs possessions extérieures ou à inciter des hommes libres à s’installer en acquérant des albergements.

### Soumission à Saint-Ruph de Valence
L'évêque de Genève et chanoine de Vienne, Robert de Genève, observe des « désordres intolérables », un relâchement dans le respect de la règle monacale de saint Augustin et dans l'entretien des bâtiments,. Il détache le 8 novembre 1279 l'abbaye de l'autorité de l'abbé d'Abondance pour la placer sous celle de Saint-Ruf ou Saint-Ruph de Valence,. C'est désormais l'abbé de Saint-Ruf qui obtient donc le droit d'élire l'abbé d'Entremont. L'évêque Robert indique toutefois se réserver le droit de valider le choix réalisé. La plupart des abbés proviendront des membres de la noblesse des alentours, comme les membres de la famille de Verboux durant les XIVe et XVe siècles.
Anselme fut, en 1281, le premier abbé de la congrégation de Saint-Ruph ; il s’empressa d'appeler douze chanoines exemplaires qui firent oublier les désordres du passé. Les successeurs travailleront à la prospérité matérielle du monastère. L'abbé Aymar (1292-1302) veillera à l'accomplissement des hommages et reconnaissances dus à son église : acquisitions de rentes, cens, droits de taille, échanges destinés à sauvegarder l'indépendance de l'abbaye, tel celui qui lui assure la seigneurie du Petit-Bornand contre l'abandon de celle de Pers au comte de Genève Amédée II,. Les titres, possessions et droits de l'abbaye sont confirmés par le comte Amédée, en 1292. Le comte fait des dons à l'abbaye en 1303. Un acte du 7 juillet 1340, signé par Hugues de Genève, confirme les concessions faites par Amédée II en 1292 sur les seigneuries, droits et juridictions.

### Des temps difficiles
Les monnaies sont rares ; les échanges se font en denrées ou en biens-fonds, sans manipulation d'argent. Philippe IV le Bel s'attaque aux Templiers, confisque leurs biens, partout petits et grands seigneurs s'affrontent, les papes s'installent en Avignon. À l'abbaye cinq abbés se succèdent ayant plus ou moins exercé leur charge. Le 12 mai 1330, Falcon de Montchenu, prieur de Poisy, pour remédier à de nouveaux désordres et relâchement dans la discipline, reçoit les pleins pouvoirs et procuration de l'abbé de Saint-Ruph, pour gouverner tout ce qui dépend d'Entremont.
En 1341 et 1342, des emprunts successifs, peut-être nécessités par un incendie, mirent les finances en mauvais état. L'abbé Guilfred Orselli se déclare débiteur envers des banquiers lombards et s’efforce de combler les dettes en rétablissant des droits méconnus.
Lambert de la Garde (1349-1358) fut dans l'impossibilité de solder les emprunts. Il fit appel à de riches et nobles feudataires de l'abbaye afin de cautionner leur abbé suzerain sur la responsabilité de leurs personnes, de leurs biens et de leur honneur et s'engagèrent à payer au total quatre cents florins. Les feudataires de l'abbaye se nommaient : Henri d'Amancy dit le vieux, Henri d'Amancy le jeune, Pierre de Pouget, Hugues de la Balme, Pierre Gassy de Escans, Aymonet de Gemma, Girard de Bez, Rollet de Biolley, Jean de Lamollaz, Perrot de Chatellard, Jean du Foron (de Chamouny), Rolet Plipicet de Rumilly (sous Cornillon), Henri de Coendier (ou Cohendier).
La longue liste de documents relatifs à la prélature de l'abbé Jean de Fillinges (1336-1380) montre que le monastère dut sans cesse défendre les droits de l'abbaye. Les communautés religieuses éprouvaient des pertes par la suite de négligences de leurs officiers. Plusieurs Papes avaient conseillé à l'abbé de Saint-Ruph l'excommunication pour parvenir à la restitution des biens usurpés ou illégalement aliénés.

### Les abbés de Verboux
Au début du XVe siècle, le Genevois passe sous l'autorité du duc Amédée VIII de Savoie (1383-1451). Les Verboux se succèdent d'oncle en neveu de 1395 à 1462. La famille des seigneurs de Verboux eut des alliances avec les plus grandes familles de Savoie. Le 21 août 1411, l'évêque Jean de Bertrand constate que l'abbé Jacques de Verboux (1395-1412) est « d'une grande édification, d'une vie louable et le couvent, comme les curés des paroisses dépendantes ». Les luttes pour le maintien des droits séculaires du couvent ne furent pas aussi fréquentes que sous les abbés précédents. Sauf peut-être quelques difficultés avec les communiers de Petit-Bornand au sujet des alpages de la montagne de Cenise qui furent tranchées en 1405.
Dès 1408, sous l'impulsion de Jacques de Verboux, les chanoines avaient organisé des « confréries de charité ». Celle du Saint-Esprit était une association chrétienne de secours mutuels pour le soulagement matériel des pauvres, elles étaient soutenues par des dons et des legs. Les religieux, alors, donnaient un bel exemple par leur vie d’apostolat, de prière, de mortifications et d’aumônes. Pierre de Verboux (1412-1426) s'efforce de sauvegarder l'indépendance de l'abbaye envers Jean de Bertrand, évêque de Genève et envers l'abbé de Saint-Ruph, son supérieur ; il entame une longue procédure alors que les contestations reprennent dans les pâturages de Cenise (Petit-Bornand) avec les communiers de Mont-Saxonnex. La prélature de Pierre de Verboux vit l'union du prieuré de Poisy à l'abbaye. Les fiefs des deux maisons s’enchevêtraient à Poisy même si elles dépendaient toutes deux de Saint-Ruph.
Un incendie ayant dévasté une grande partie de l'abbaye, il fallut reconstruire les vastes bâtiments, les ressources manquèrent. Pierre de Verboux demanda au Pape Martin V l'union de Poisy à Entremont, elle fut accordée en 1426. Jean de Verboux (1430-1462) avait toute la confiance du comte Amédée VIII de Savoie, dont il favorisa la promotion à la papauté sous le nom de Félix V. Il dut défendre les droits du monastère, comme peuvent en attester les archives. Les gens de Mont-Saxonnex (« Les du Mont ») recoururent à la violence et causèrent de graves dégâts au monastère.
Le comte de Genevois mit fin à cette lutte tenace au sujet de Cenise et déclara que les lieux appartiendraient à l'abbé et ses successeurs « d'après leurs anciens droits de domaine direct et juridiction omnimode »,. En 1468, Janus de Savoie fait ainsi don à l’abbaye de la montagne de Cenise (située au-dessus de Petit-Bornand), mais aussi les lieux suivants : Planex, la combe de Biolland (chaîne du Bargy) et Tumelley (commune de Saint-Laurent).
Le testament de Jean de Verboux laisse une idée de la magnificence des cérémonies. Il veut que cent-vingt prêtres assistent à ses funérailles et y célèbrent la messe avec quarante porteurs de flambeaux de chacun un florin d'or. Le jour de la sépulture on habillera treize pauvres de drap blanc du pays et on donnera à toute l'assistance un dîner décent (pain, vin, viande et potage, et même trois deniers genevois). Pendant la Neuvaine, il y aura chaque soir huit prêtres célébrants. Suivent quantité de dons aux prêtres, aux chapelles, aux membres de sa famille, à son clerc et serviteur. Antoine des Clets (1462-1472) fut le dernier abbé régulier de Saint-Ruph. Mamert Fichet, originaire du Petit-Bornand et frère de Guillaume Fichet, est évêque d'Hébron et représentant de l'évêque de Genève, il fait une visite pastorale en 1470 et dressa l'année suivante un état de l'abbaye.

### De la commende à l'époque moderne
Les abbés commendataires sont nommés par le prince régnant, ils ne sont pas chanoines de Saint-Ruph, n'ont pas à observer la vie monastique. Leur dignité ne les obligeait ni à résider à Entremont, ni à observer la règle de Saint-Augustin. Ils ne paraissaient au monastère que pour en prendre possession et pour en recevoir les revenus que comptabilisaient leurs mandataires. Le premier abbé commendataire fut Philippe de Luxembourg (1486-1519), il fut fait cardinal par le pape Alexandre VI dont il fut le légat. Afin d'augmenter ses revenus, il réduisit le nombre de religieux à six à Entremont, avec de bien légères prébendes, les chanoines de Poisy furent réduits à trois.

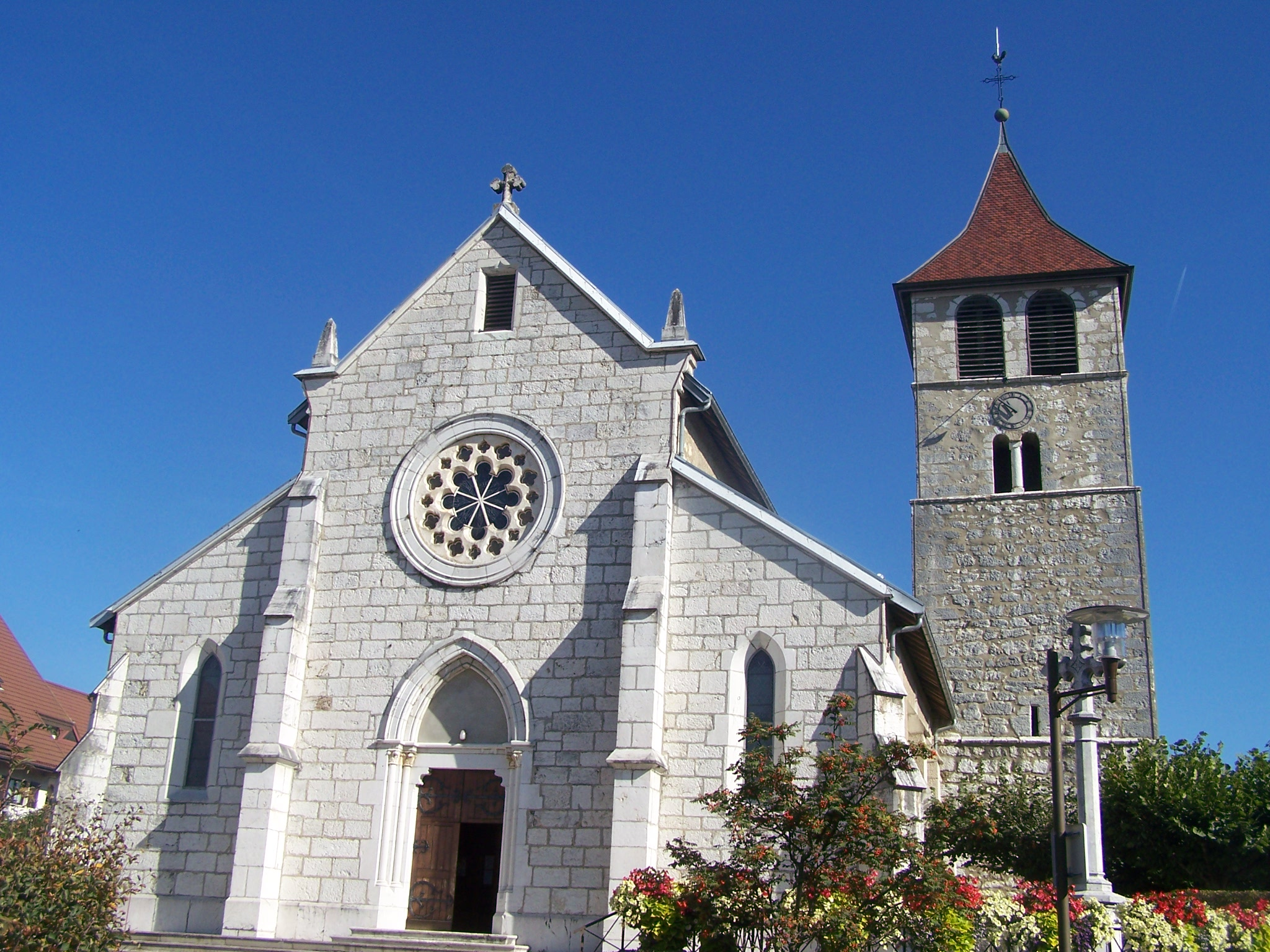
L'église de Poisy aujourd'hui.

Après la courte prélature de deux abbés, la commende passe aux mains de Jacques dit de Savoie, fils naturel de Philippe de Savoie-Nemours, qui ne s’intéresse qu'au côté matériel. Le duché de Savoie est envahi par l'armée de François Ier et son administration, cette occupation, plutôt bien tolérée par l'apanage des ducs de Savoie-Nemours, résidant à Annecy, durera 22 ans.
En 1543, le chapitre d'Entremont, soustrait aux religieux de Poisy une part de leurs rentes, dîmes et donations. Une mésintelligence se crée et durera une décennie. Cette période est troublée par La Réforme, les protestants bernois envahissent le Chablais, Genève devient la « Rome protestante » et l'évêque doit s'exiler à Annecy. Henri II maintient son emprise sur la Savoie et l'abbaye tombe sous la Commende d'un haut dignitaire français. Le cardinal Jean du Bellay, successivement évêque de Bayonne, de Paris et autres sièges, fut abbé commendataire de 1557 à 1559. Il ne vint jamais à Entremont et préféra demeurer à Rome secondé par son neveu Joachim du Bellay, le poète de la Pléiade. L'administrateur du monastère se nommait Janus de Regard, chanoine de Genève.

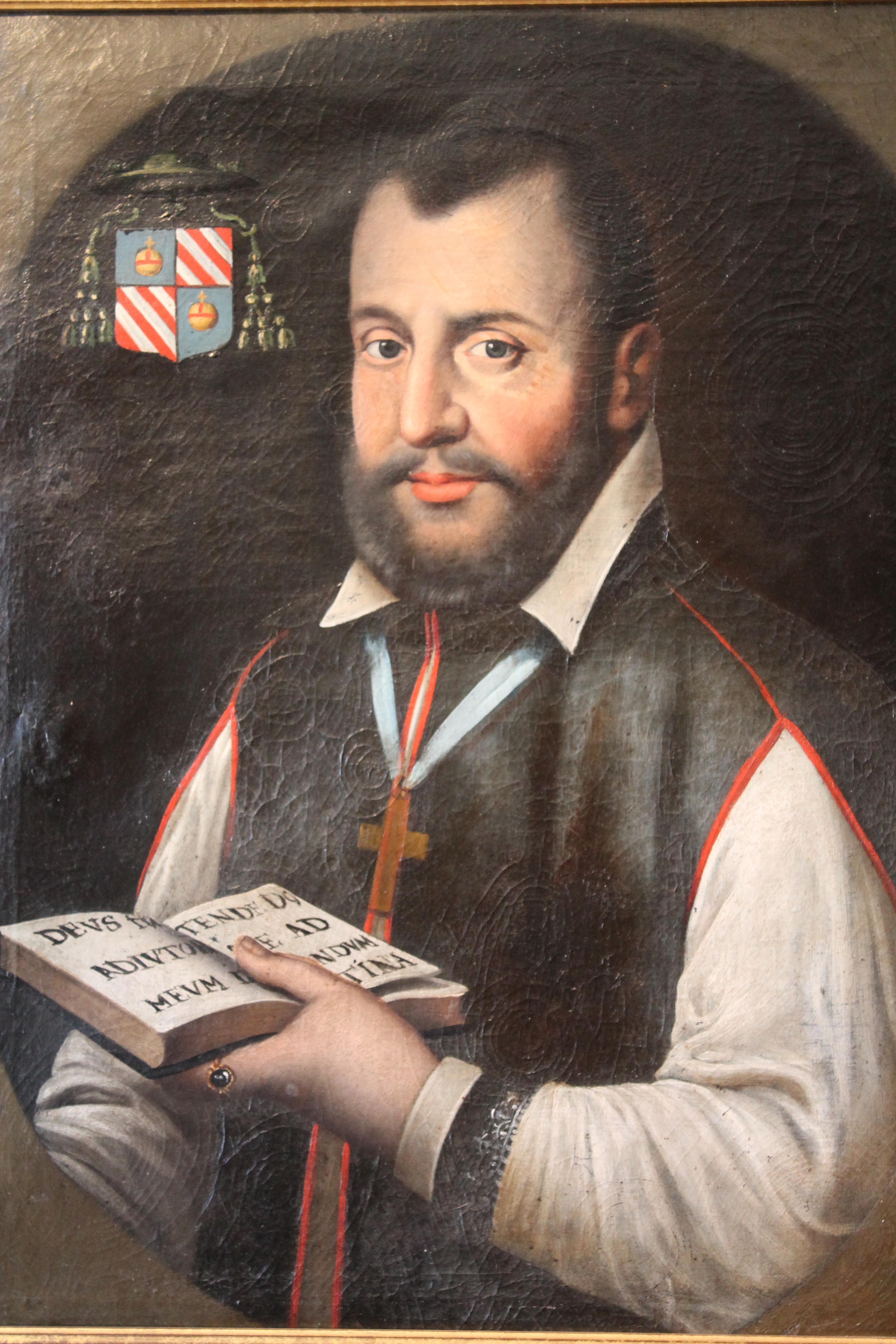
Portrait de Gallois de Regard - Galeazzo Gegald (Regardus).

En 1560, Gallois de Regard succède à Jean du Bellay. Chanoine de la cathédrale Saint-Pierre de Genève il deviendra camérier du pape Paul IV qui le nomma évêque de Bagnoréa (actuellement Bagnoregio). Rentré en Savoie, il fit bâtir le château de Clermont. Il mourut à Annecy en 1582,.

#### Saint François de Sales
Après le décès de Gallois de Regard, la commende passe un moment à un enfant naturel de la maison de Savoie qui ne reçut même pas les « Ordres ». Ce fut un dignitaire du clergé savoyard qui lui succéda, Thomas Pobel, de 1595 à 1605. Ce dernier est le fils du premier président du Sénat de Savoie, bonnevillois, évêque de Saint-Paul-Trois-Châteaux. Devenu évêque, il assista le 8 décembre 1602 à l'élévation au rang d'évêque de François de Sales à Thorens. En accord avec François de Sales, il s'attacha à émanciper les sujets de l'abbaye et à adoucir les servitudes féodales. Il obtint du pape Clément VIII l'autorisation d'affranchir ses vassaux et sujets d'Entremont et de Peillonnex de diverses servitudes. La période est marquée par la sainteté et le rayonnement de François de Sales. Les Savoie-Nemours gardent leur neutralité en dépit des armées de Henri IV et des luttes genevoises.
Le 8 octobre 1607, François de Sales est à Entremont, à cette occasion il bénit l'une des cloches portant le nom de Thomas Pobel. La visite se poursuit au Grand-Bornand, puis Saint-Jean-de-Sixt ; il en profite pour bénir la chapelle élevée au lieu où naquit Pierre Favre, premier prêtre de la Compagnie de Jésus, au lieu-dit « Le Villaret » (sur la route d'Entremont au Grand-Bornand). Le procès-verbal de la visite pastorale se montre éloquent : l'abbé commendataire est Pierre de Roncas – âgé de onze ans – et nommé depuis deux ans. Le prieur claustral est le révérend Pernet-Mermet du Grand-Bornand, le sacristain, le révérend Thomé, faisant fonction de curé à Entremont, les trois chanoines se nomment Burnet, Gay et Levet ; il y a trois novices.

#### L'abbé restaurateur: Marc-Antoine de Granery
Don Marc-Antoine de Granery, piémontais, de la famille des marquis de La Roche-sur-Foron (1645-1703) arrive comme nouvel abbé commendataire. Il est le fils du comte Gaspard Graneri, ministre des Finances de la maison de Savoie, premier président de la Chambre des comptes, frère de Thomas, premier marquis de La Roche. Il est alors le premier aumônier de Mme Royale de Savoie. À la différence de ses prédécesseurs, il résida à Entremont et se fit remarquer par sa piété, sa charité envers les pauvres et son zèle pour la restauration et l'ornementation de l'église et des bâtiments conventuels. Il rétablit l'ordre et l'économie, il dut soutenir des procès interminables contre des particuliers, un de ses collecteurs d’impôts, le curé de Pers, les chanoines de Notre-Dame d'Annecy et les religieuses bernardines de La Roche. En 1680, il entreprend de restaurer le couvent et son église. Les travaux des bâtiments prennent fin en 1682, le retable de l'église fut achevé en 1685.

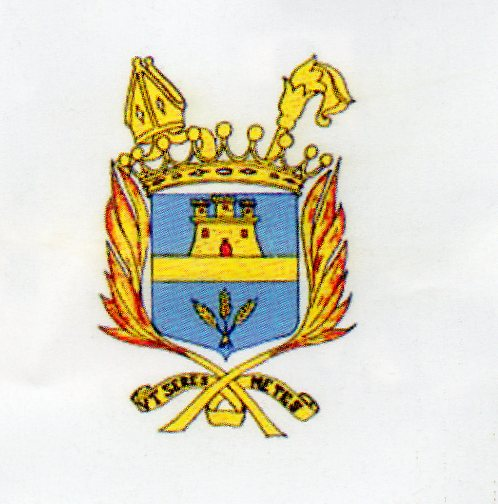
Blason de Marc-Antoine de Granery.

Les armoiries des Granery sont présentes à l'intérieur et à l’extérieur des murs ; une inscription sur le mur du presbytère, côté Borne, rappelle que l'abbé restaura les bâtiments  avec ses propres deniers. Deux architectes de Biella (Italie) ont dirigé les travaux. L'administration rigoureuse et parfois tatillonne permit le rayonnement intellectuel de l'abbaye. Il est attesté dans l'inventaire de la bibliothèque des Granery, riche en livres d'histoire, que son savoir s'étendait bien au-delà des limites savoyardes.
Les armes de Marc-Antoine de Granery se blasonnent ainsi : « D'Azur à la fasce accompagnée en chef de trois tours et en pointe, de trois épis de blé arrachés, le tout d'or, empoigné de sa devise « Ut seres metes » » (Un château crénelé de trois tours au-dessus de trois épis, surmonté de la couronne ducale (son titre en tant que seigneur d'Entremont) de la crosse et de la mitre (son titre en tant qu'Abbé) et de sa devise « Comme tu sèmes, tu récoltes ».) Le village d'Entremont a choisi les armes de Granery comme blason.

#### Un constat avant la fin
Le siège abbatial reste vacant de 1703 à 1728. Reprenant un projet d'établissement de « petites écholes » à Entremont, les religieux se préoccupent de l'instruction des enfants. Le 10 septembre 1703, le chapitre fut solennellement assemblé. La présidence fut celle de Messire Jean-Claude Dupont, prieur. Le chanoine Révérend Messire François Levet, sacristain et curé d'Entremont proposa la venue d'un septième chanoine destiné à « tenir les petites écholes tant du lieu-dit Entremont que du village et de La Ville » (hameau du Petit-Bornand). Il offrit 6 089 florins et un bâtiment qu'il avait fait élever près du couvent, pour y faire la classe. À la dissolution de l’abbaye, l'évêque devra se réserver le droit de désigner le Vicaire-Régent. Par la suite, une institutrice laïque sera nommée.
En 1709, le duché de Savoie est toujours occupé et le conseil de Louis XIV nomme à Entremont comme à Poisy un certain abbé Carpinel. À cette même époque une supplique est adressée au roi par « Les Pauvres chanoines réguliers de la Royale Abbaye d'Entremont et du Prieuré de Poisy (…....) et supplient le roi de diminuer les revenus des commendataires et nous envoyer pour une fois deux mille écus sur les arrérages qui se trouvent en dépôt ». Malgré cette supplique, l'abbaye sera fortement taxée et devra verser « aux Français » 21 753 florins.
En 1728, après une longue vacance, Jean-Louis Piochet de Salins, doyen de la Sainte-Chapelle de Chambéry, est nommé abbé d'Entremont où il résidera. En 1730, selon la Mappe Sarde, L'abbaye possède à Entremont : une maison, deux moulins, un battoir à chanvre et 300 journaux de terre (un journal correspond à la surface qu'un paysan peur labourer en une journée, soit 1/3 d'hectare). L'abbaye a une tour et est couverte en bardeaux de bois ou « tavaillons » ; elle possède un jardin, une cour, l'église, deux granges et 112 journaux de terre. Les chanoines possèdent en outre quatre chapelles, le curé une grange et dix parcelles de prés et champs faisant 7 journaux. La montagne des Auges (Entremont), dont l'« albergement » date de 1433 et l'« auciège » (redevance) est de deux quintaux et demi de fromage, la montagne de Lessy (Petit-Bornand) louée en 1569 pour sept quintaux et demi de fromage et un moulin à Cran (prés d'Annecy).

### Disparition de l'abbaye
Après une autre longue vacance de quatorze ans, Louis de Montfalcon clôt la liste des abbés d'Entremont. Le roi lui alloue 621 livres afin de démolir le vieux clocher de l'abbaye et le rebâtir avec cinq étages ; il faudra 200 feuilles de fer blanc pour le couvrir. Coût total : 5 897 livres.L'abbé dresse un inventaire des biens de l'abbaye et l'envoie à Turin. Depuis la mort de deux chanoines, il ne reste à Poisy que le curé avec un prêtre séculier. À Entremont, le prieur claustral étant décédé depuis quelques années, il ne reste que cinq chanoines dont l'un est curé d'Entremont. À partir de 1738, les chanoines ont tout simplement supprimé la récitation de l'office en commun.
En 1772, le duc de Savoie promulgue des édits d'affranchissement qui concernent les communautés d'Entremont et de Petit-Bornand qui, réunies en conseil général, nomment des délégués afin de profiter des avantages liés à la libération des servitudes féodales. Le montant de l'affranchissement est fixé pour Entremont à 6 500 livres ; Le Petit-Bornand donnera 12 000 livres et Le Grand-Bornand 1 000 livres. L'affranchissement n'est pas reçu avec enthousiasme mais avec méfiance. Victor-Amédée III, duc de Savoie et roi de Sicile dira : « Ces Savoyards, si le Bon Dieu leur faisait pleuvoir des sequins, ils se plaindraient qu'ils cassent les tuiles ! ».
Pendant plus de quatorze ans les chanoines sollicitent leur sécularisation et leur retour à l'état de prêtres séculiers vivant dans le monde. Le pape Clément XIV accorde la sécularisation de l'abbaye en 1772. L'abbaye disparaît effectivement en 1776, ainsi que le prieuré de Poisy qui lui était attaché.Les biens et les revenus seront attribués aux évêques pour l'entretien des séminaires, hôpitaux et églises paroissiales. Monseigneur Biord, évêque d'Annecy, procéda donc à la sécularisation de l'abbaye et du prieuré. Cette sécularisation produisit 3 500 livres au profit de la cathédrale d'Annecy. L'abbé Claude Maistre demeura toutefois curé de la paroisse d'Entremont jusqu'à l'annexion du duché de Savoie par les troupes révolutionnaires françaises, en 1792.
En 1863, il y avait encore près de l'église des tores, des chapiteaux couverts d'écussons et divers débris témoins de la splendeur du lieu,.
Une partie de l'abbaye est conservée. Jusqu'à la fin du XIXe siècle, elle servit de presbytère, de mairie et d'école,. Actuellement elle abrite des appartements et le musée du Prieuré.
Des travaux de restauration ont été effectués par des bénévoles de l'association Chantiers histoire et architecture médiévales, entre 2016 et 2018.

## Les abbés d'Entremont
L'abbaye est soumise à l'autorité d'un abbé. L'abbé Louis-Étienne Piccard (1853-1935) énumère leurs noms dans son article L'abbaye d'Entremont (1895). Ses recherches s'appuient notamment sur une approche critique des travaux de Joseph-Antoine Besson (1759).

### Église

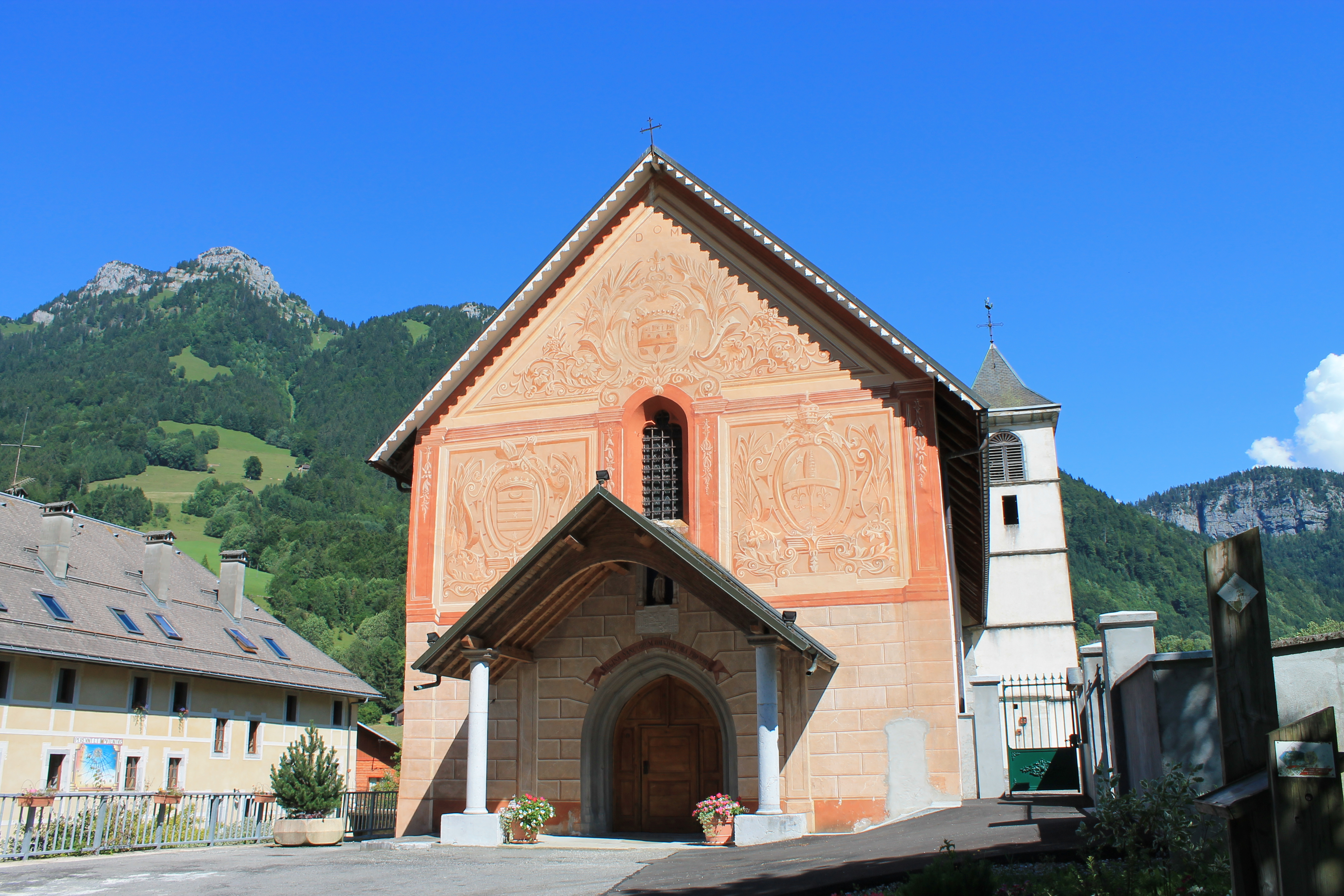
Vue de l'église Notre-Dame-de-Tous-les-Saints d'Entremont. Sur la gauche, en arrière-plan, la bâtisse de l'abbaye.

## Description et architecture

### Les bâtiments du monastère
L'ancien couvent a été partiellement détruit. Seul reste un grand bâtiment dans lequel jusqu'à la fin du XIXe siècle étaient installés le presbytère, la mairie et l'école. L'imposante bâtisse, vestige de l'abbaye, restaurée en 1998 apparaît sur un tertre. Elle est crépie à la chaux dans les tons ocre et dont les encadrements de fenêtres sont mis en relief dans le respect du style néoclassique de l'époque, que l'on qualifie de « sarde ». Le bâtiment mesure 22,50 m de long et 13,40 m de large.
Les chanoines sont vêtus de la robe de bure écrue (la coule), d'un mantelet (aumusse) qui leur protège les épaules, et, par-dessus, une chape noire fendue par le devant sur laquelle était attaché un capuchon. Le musée du prieuré retrace la vie monacale du lieu et du temps.

Prises de vue de la bâtisse
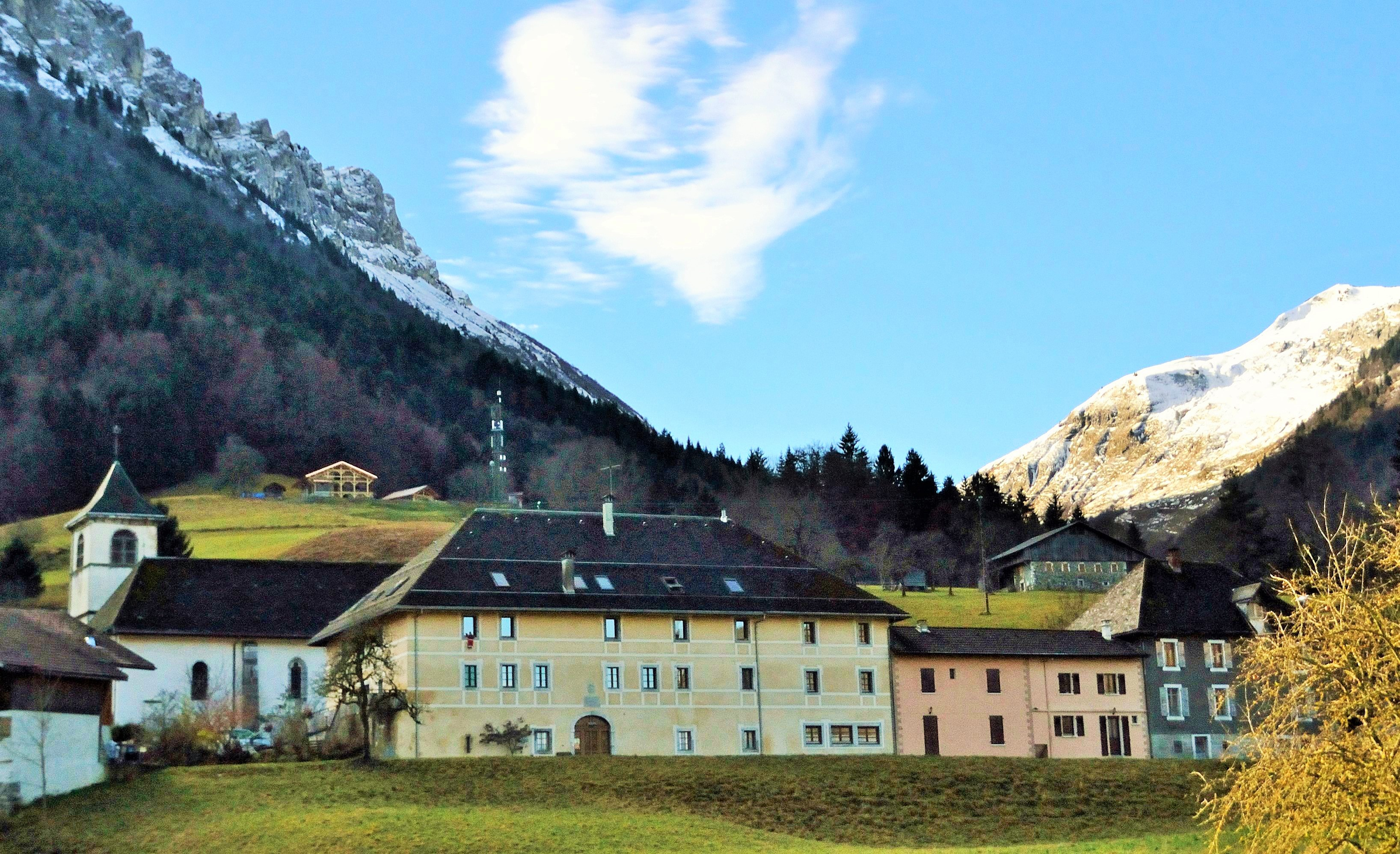
Abbaye et église (à droite, la "galerie Miléna").
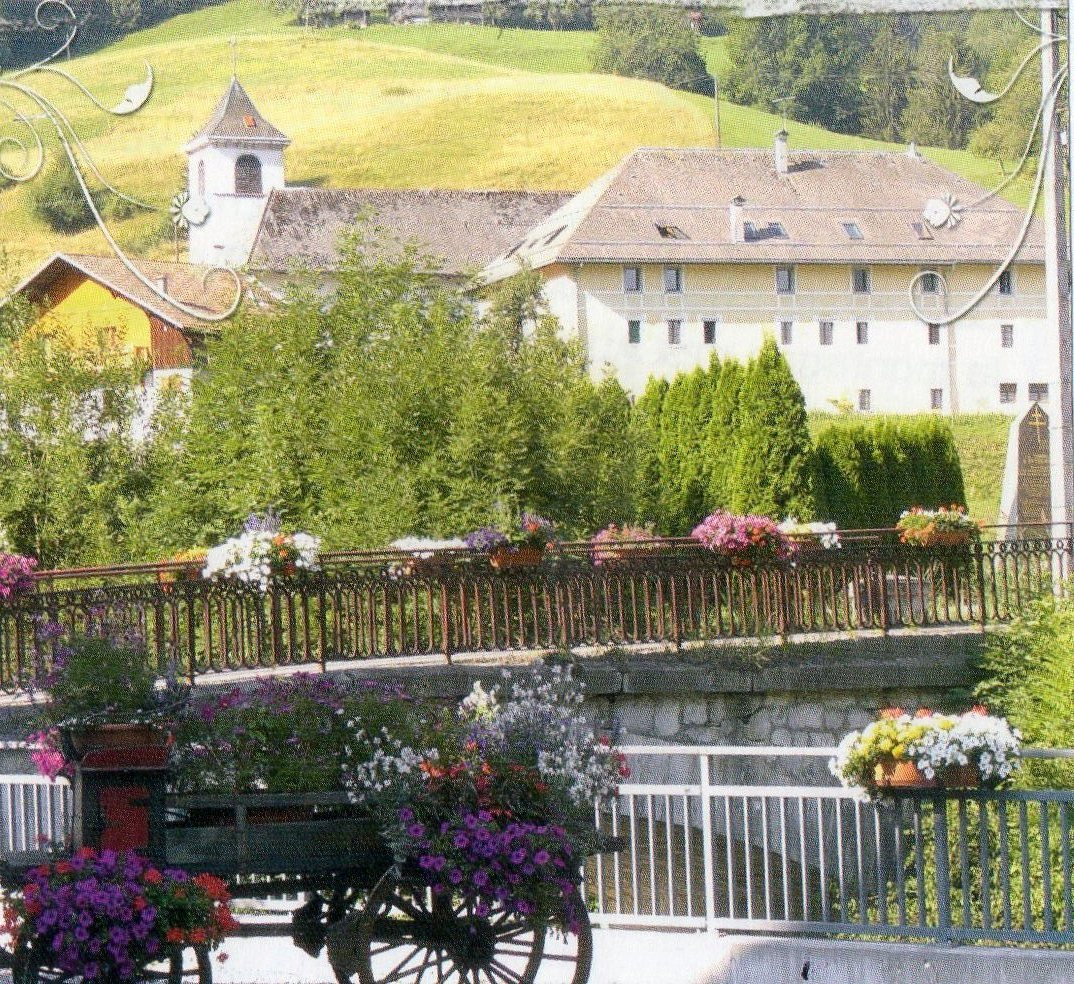
Vue de l'abbaye, au premier plan le pont sur Le Borne.
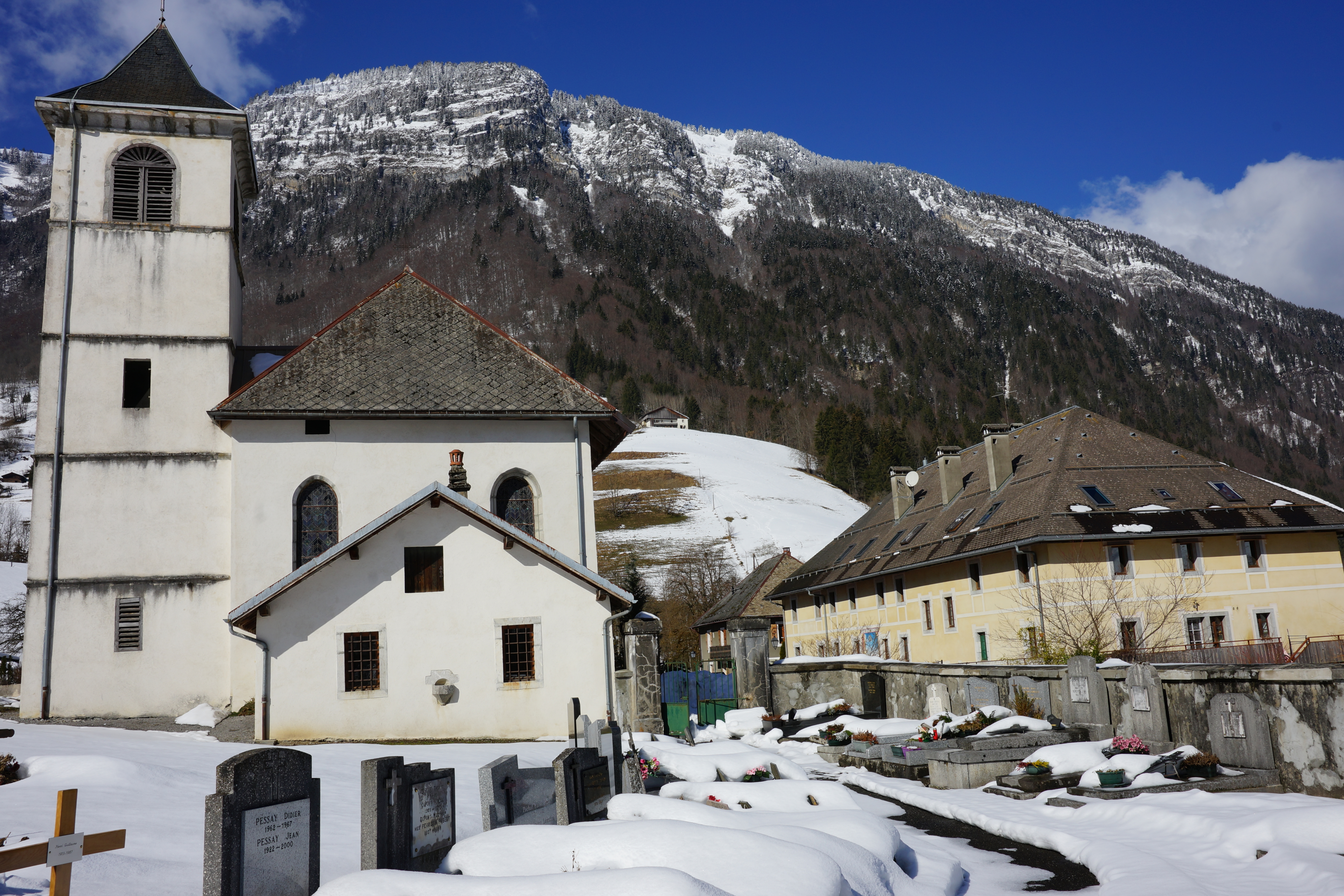
Église Notre-Dame-de-tous-les-Saints et l'abbaye.
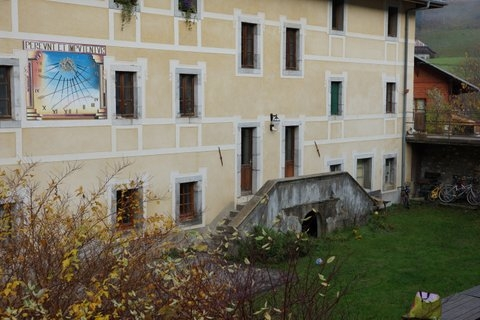
Façade sud de la bâtisse.

## Fouilles archéologiques

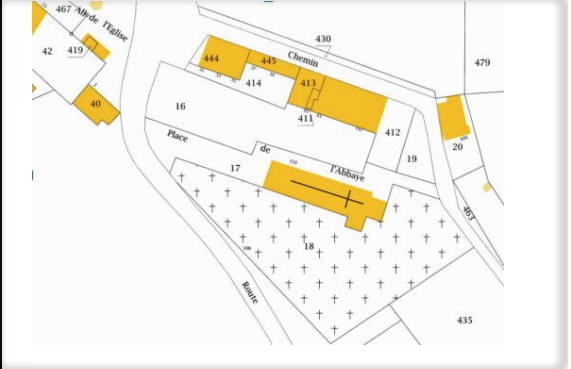
Plan cadastral de l'ancienne abbaye (Ministère des comptes publics)

Les 15 et 16 juillet 2020, le site fait l'objet d'une prospection géophysique mise en oeuvre par Amélie Quiquerez (enseignante-chercheuse à l'université de Bourgogne) et financée par la Maison de l'Orient et de la Méditerranée de Lyon sur deux parcelles attenantes à ces deux bâtiments. Celle-ci suggère l'existence de  bâtiments disparus, et organisés selon la disposition classique des monastères des chanoines réguliers, telles les abbayes d’Abondance et de Sixt.
Depuis 2021, l'abbaye d'Entremont accueille un chantier-école d'archéologie porté par l'université Savoie-Mont-Blanc et dirigé par Sidonie Bochaton (d'abord doctorante à l'université Lumière-Lyon-II, depuis septembre 2022 enseignante-chercheuse à l'université Toulouse-Jean-Jaurès). Du 30 août au 11 septembre 2021, un premier chantier vise à localiser les vestiges du cloître. Le sondage carré dégage ainsi l'angle nord-est de l'atrium du cloître et l'espace de l'ancienne galerie nord de circulation. Ces données qui n’apparaissent plus sur les plans du XVIIIe siècle et la présence d'une sépulture avec deux squelettes dont l'un a été analysé au Carbone 14 datent ces vestiges du Moyen Âge et plus particulièrement du XIIIe siècle.
Une nouvelle opération pluriannuelle a débuté en 2022. Cette fois, c'est la galerie orientale de circulation du cloître médiéval qui a été découverte, de même que le négatif de la façade intérieure de l'aile orientale primitive. Une zone funéraire dense a été mise au jour dans la galerie. Deux squelettes ont été datés de la fin du Moyen Âge à l'époque moderne par le Carbone 14,. En outre, un bassin du XVIIe siècle a été dégagé entre 2021, 2022 et 2023. En 2023, c'est un puits datant de la fondation de l'abbaye qui a été découvert. Enfin, en 2024, l'opération pluriannuelle s'est achevée avec la découverte d'un nouvel état du cloître daté de l'époque moderne. Cette même année, l'église abbatiale a bénéficié d'une étude poussée qui a permis de rétablir son histoire architecturale.